# Góry Kii
Góry Kii (jap. 紀伊山地 Kii-sanchi) – łańcuch górski na półwyspie Kii, na japońskiej wyspie Honsiu (Honshū).
Góry Kii zajmują większość obszaru prefektur: Wakayama, Mie oraz Nara, w której znajduje się najwyższy szczyt gór Kii – Hakken-san o wysokości 1915 m n.p.m.